# Pannonia Secunda
Pannonia Secunda fue una provincia del Imperio Romano. Fue formada en el año 296, durante el reinado del emperador Diocleciano. La capital de la provincia fue Sirmio (Sirmium, la moderna Sremska Mitrovica). Pannonia Secunda incluía partes de las actuales Serbia, Croacia y Bosnia y Herzegovina.

## Historia

Pannonia Secunda en el siglo IV

Antes de la creación de esta provincia, su territorio formaba parte de la provincia de Panonia Inferior. En el año 296, Panonia Inferior se divide en las provincias de Panonia Secunda, al sur, y Panonia Valeria, en el norte. La frontera entre los dos provincias recién establecidas se sitúa en el río Drava.
La capital de Panonia Secunda, Sirmio, fue también una de las cuatro capitales del Imperio romano; varios emperadores romanos nacieron en esta ciudad o en sus cercanías.
En el año 316, hubo una batalla entre dos pretendientes al trono imperial, Constantino el Grande y Licinio. La batalla tuvo lugar en Panonia Secunda, cerca de la ciudad de Cibalae. Constantino contaba con un ejército de veinte mil hombres, mientras que Licinio alcanzaba los treinta y cinco mil. Constantino obtuvo la victoria tras todo un día de lucha
Durante el siglo V, la provincia fue saqueada varias veces, por pueblos nómadas, incluidos hunos y godos. El territorio se lo disputaron ostrogodos, gépidos, lombardos, ávaros, y bizantinos durante el siglo VI.

## Ciudades

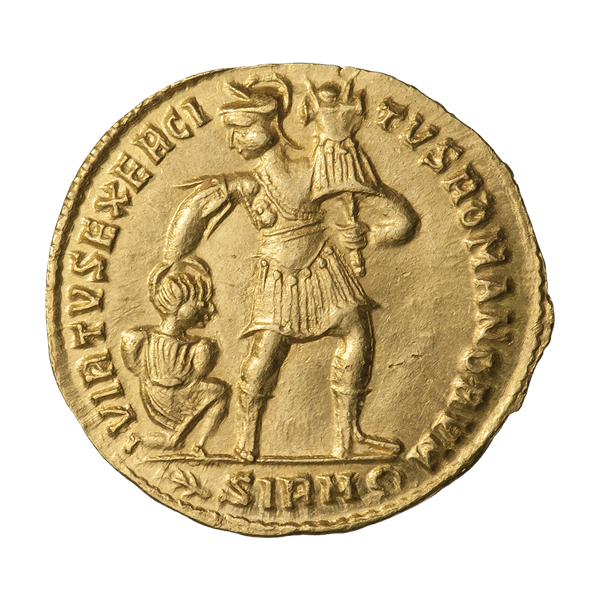
Sólido del emperador Juliano el Apóstata (361-363), acuñado en Sirmium (reverso)

Además de Sirmio, las otras ciudades en Panonia Secunda fueron: 
- Mursa (actual Osijek)
- Certissa (actual Đakovo)
- Marsonia (actual Slavonski Brod)
- Cibalae (actual Vinkovci)
- Bassianae (actual Donji Petrovci)
- Cuccium (actual Ilok)
- Saldae (actual Brčko)
- Teutoburgium (actual Dalj)

## Los prefectos
Entre los prefectos de Panonia Secunda:
- Aprikanus (355)
- Mesala (373)
- Aurelio Víctor, prefecto de Panonia Secunda bajo el Emperador Juliano.